# Юрисдикционный арбитраж
Юрисдикционный арбитраж — это практика использования преимуществ расхождений между конкурирующими правовыми юрисдикциями. Он берет свое название от арбитража, практики в финансовой сфере, когда товар покупается по более низкой цене на одном рынке и продается по более высокой цене на другом. Как и в финансовом арбитраже, привлекательность юрисдикционного арбитража в значительной степени зависит от его транзакционных издержек, в данном случае издержек, связанных с переходом от одного поставщика юридических услуг к другому.
Чем ниже затраты на выезд из юрисдикции (неограниченная эмиграция, дешевый проезд, ликвидность активов), тем более желательной и осуществимой она является. И наоборот, высокие затраты на въезд в более благоприятную юрисдикцию являются препятствием для юрисдикционного арбитража; некоторые офшорные зоны, такие как Андорра, предоставляют право на постоянное проживание иммигрантам, только если они соответствуют определенным критериям. Юрисдикционный арбитраж является важным понятием в современном анархо-капитализме свободного рынка.

## Применения
Практика лиц, ищущих убежище, предполагает обращение в юрисдикцию с благоприятными индивидуальными правами на проживание, когда родная юрисдикция, по их мнению, предлагает недостаточную защиту. Например, женщины бежали из стран Западной Африки, где практикуется племенное калечение женских половых органов и/или экстремистский ислам в пользу юрисдикций Европы и Северной Америки. В июле 2019 года одна из жен правителя Дубая - принцесса Хайя - находилась в зале лондонского суда, чтобы попросить государство предоставить и обеспечить исполнение приказа о недопущении издевательств в отношении нее и так называемого приказа о защите от принудительного брака для их дочерей; в противном случае женщины будут вынуждены подчиниться юрисдикции шейха Мохаммеда по законам шариата.

### Изгнание из общества
Юрисдикционный арбитраж также использовался для препятствования попыткам государственного преследования со стороны транснациональных преступников, таких как террористы, отмыватели денег и кибер-злоумышленники. До недавней международной мобилизации против этой практики существовала давняя традиция, когда свергнутые государственные лидеры, такие как Эрих Хонеккер, Иди Амин и Аугусто Пиночет, находили убежище и отставку за рубежом, чтобы избежать судебного преследования в родной юрисдикции. Пиночет, одно время военный лидер Чили, пытался избежать судебного преследования в своей родной юрисдикции, найдя убежище в Великобритании. Позже он был привлечен к ответственности испанским судом Бальтасара Гарсона в соответствии с принципом универсальной юрисдикции.
Чтобы противостоять этому явлению, большинство стран подписали двусторонние договоры об экстрадиции с большинством других стран, а некоторые правительства приняли принцип универсальной юрисдикции, который позволяет преследовать лиц за преступления (особенно предполагаемые нарушения прав человека и военные преступления), совершенные вне юрисдикции судебного преследования - правовая структура таких стран, как Бельгия и Испания, позволяет это делать, как и структура международных трибуналов, действующих под эгидой ООН.

### Налоговая политика
Аналогичной попыткой правительственного сговора с целью ограничения использования юрисдикционного арбитража для ухода от налогов является политика налоговой гармонизации. Членство европейских правительств в Европейском Союзе привело к созданию группы стран с ограниченным набором общих правовых структур (Четыре свободы), что привело к налоговой конкуренции со стороны менее развитых стран (таких как Республика Ирландия в начале 1990-х годов), где правительства конкурируют за иностранные инвестиции, снижая свои налоговые ставки значительно ниже соседних. Эта стратегия была принята в форме плоского налога различными странами Восточной Европы, что привело к призывам к гармонизации налоговых ставок со стороны традиционно более развитых стран, таких как Франция, Великобритания и Германия.

### Труд
По мнению одного журналиста, вспомогательный офис Microsoft в Ванкувере был открыт потому, что Службе иммиграции и натурализации США было поручено ограничить иммиграцию программистов.
Проект Blueseed предназначался для запуска корабля в 12 морских милях от берега (и, следовательно, в международных водах) с целью разрешить предпринимателям без рабочей визы в США на законных основаниях работать и создавать компании рядом с Кремниевой долиной.

## Защитники
Анархо-капиталисты надеются, что путем разделения существующих правительственных юрисдикций на города-государства (такие как Сингапур), конкуренция между юрисдикциями за граждан приведет к разнообразию правового климата, включая более благоприятные юрисдикции для свободы и самоопределения. Шифропанки и криптоанархисты также называют низкие издержки выхода и текучесть перемещения между юрисдикциями в качестве важного средства продвижения индивидуальной свободы через свободное перемещение информации и капитала. Концепция систейдинга — это попытка увеличить возможность юрисдикционного арбитража путем снижения затрат на смену правительства. Стоит отметить, что в юрисдикционном арбитраже нет ничего анархистского, поскольку эта стратегия основана на извлечении прибыли из различий между режимами регулирования и поэтому несовместима с отменой государства.
Выдающимся сторонником и практиком юрисдикционного арбитража является канадский бизнесмен и вечный путешественник Кэлвин Эйр, основатель консорциума онлайн-гемблинга Bodog Entertainment Group. Хотя онлайн-гемблинг запрещен в США, на рынок которых приходится 95% продаж Bodog, компания не платит там налогов на прибыль, поскольку ее деятельность распределена по разным юрисдикциям для минимизации налогового бремени. "Мы ведем бизнес, который нельзя назвать игорным в каждой стране, где мы работаем. Но если сложить все вместе, то это азартные игры в Интернете".